# Pholcophora bahama
Pholcophora bahama is een spinnensoort uit de familie trilspinnen (Pholcidae). De soort komt voor op de Bahama's.